# Ілля Муромець і Соловей-Розбійник
«Ілля Муромець та Соловей-Розбійник» (рос. Илья Муромец и Соловей-Разбойник) — російський повнометражний анімаційний фільм студії «Мельница» 2007 року, продовження франшизи про «Трьох богатирів».
Фільм вперше вийшов в російський та український прокат одночасно 28 грудня 2007, для українського прокату український дистриб'ютор «Синергія» не створив українського дубляжу і фільм демонструвався з оригінальною російською озвучкою.
Українською фільм було вперше дубльовано студією «Postmodern Postproduction» у 2018 році для телеканалу «ТРК Україна», а згодом також студією «Tretyakoff Production/CinemaSound Production» у 2019 році для телеканалів «Новий канал» та «ICTV».
В Росії мультфільм отримав три вікові рейтинги «0+»\«6+»\«12+», а в Україні отримав лише один віковий рейтинг «16+».

## Сюжет
Справи у князя Київського йдуть гірше нікуди — з богатирем Іллею Муромцем посварився, а на додачу Соловей Розбійник казну державну вкрав. Що робити? Доведеться з богатирем миритися і на пошуки викраденої скарбниці вирушати.

## Ролі озвучували
- Валерій Соловйов — Ілля Муромець
- Сергій Маковецький — Князь Київський
- Катерина Гороховська — Альонушка
- Олег Табаков — Імператор Василевс
- Андрій Толубєєв — Соловей Розбійник
- Анатолій Петров — погонич слона, пройдисвіт, Степан
- Юрій Тарасов — придворний Василевса
- Наталія Данілова — мама Іллі Муромця, глуха бабуся з костуром
- Юрій Кузнєцов — Антіпка, головний радник Князя
- Олексій Гур'єв — селянин
- Олег Куликович — бандит
- Михайло Черняк — оповідач, княжий писар

## Український дубляж

### Український дубляж студії «Postmodern Postproduction» на замовлення ТРК «Україна» (2018)
Вперше фільм дубльовано українською студією «Postmodern Postproduction» у 2018 році для телеканалу «ТРК Україна».
- Михайло Жонін — Ілля Муромець
- Володимир Терещук — Соловей Розбійник
- Наталя Денисенко — Альонушка
- Андрій Альохін — Князь Київський
- Євген Пашин — Василевс
- Ярослав Чорненький — Антіпка, бандит
- Сергій Ладєсов — слуга Василевса
- Дмитро Терещук — пройдисвіт, епізоди
- Роман Семисал — полководець Василевса
- Людмила Чиншева — мама Іллі Муромця
- Наталя Надірадзе — глуха бабуся з костуром
- Євген Малуха — погонич слона Бізнеса
- Андрій Соболєв — Степан
- Юрій Гребельник — оповідач

Епізодичні ролі: Олег Лепенець, Дмитро Завадський, Ганна Соболєва.

### Український дубляж студії «Tretyakoff Production/CinemaSound Production» на замовлення ТК «Новий канал»/«ICTV» (2019)
Вдруге фільм дубльовано українською студією «Tretyakoff Production/CinemaSound Production» у 2019 році для телеканалів «Новий канал» та «ICTV».
- Михайло Тишин — Ілля Муромець
- Олег Лепенець — Князь Київський
- Олександр Завальський
- Дмитро Бузинський — Василевс
- Юрій Кудрявець — прислуга
- Тетяна Антонова — мама Іллі Муромця
- Дмитро Лавров — оповідач

## Реліз
Фільм вперше вийшов в російський прокат 28 грудня 2007 року. Фільм вперше вийшов в український прокат 28 грудня 2007 року, для українського прокату український дистриб'ютор «Синергія» не створив українського дубляжу і фільм демонструвався з оригінальною російською озвучкою.
Перший український дубляж було створено студією «Postmodern Postproduction» у 2018 році для телеканалу «ТРК Україна»; показ з цим дубляжем на телеканалі «ТРК Україна» вперше відбувся 28 червня 2018 року. Другий український дубляж було створено студією «Tretyakoff Production/CinemaSound Production» у 2019 році для телеканалів «Новий канал» та «ICTV»; показ з цим дубляжем на телеканалі «Новий канал» відбувся 20 квітня 2019 року, а на телеканалі «ICTV» 30 грудня 2019 року.

## Показ і трансляція в Україні
Фільм вперше вийшов в український прокат 28 грудня 2007 року, для українського прокату український дистриб'ютор «Синергія» не створив українського дубляжу і фільм демонструвався з оригінальною російською озвучкою.
В Україні мультфільм транслювали на каналах «1+1», «2+2», «ТЕТ», «Інтер», «Новий канал» і «ICTV» російською мовою без субтитрів або з українськими субтитрами.
Українською фільм було вперше дубльовано студією «Postmodern Postproduction» у 2018 році для телеканалу «ТРК Україна», а згодом також студією «CinemaSound Production» у 2019 році для «Нового каналу» та «ICTV».

## Касові збори
Під час кінопрокату в Україні, що розпочався 31 грудня 2007 року, протягом перших вихідних фільм демонстрували на 45 екранах, що дозволило йому зібрати $243,4 тис. та посісти 3 місце в кінопрокаті того тижня. Фільм опустився на 6 позицію українського кінопрокату наступного тижня, адже демонструвався вже на 44 екранах і зібрав за ті вихідні ще $76,1 тис. Загалом фільм в кінопрокаті України зібрав $750,9 тис., посівши 22 місце серед найбільш касових фільмів 2007 року.
У світі фільм зібрав $10.5 млн.